# Scarpa d'oro 1982
La Scarpa d'oro 1982 è il riconoscimento calcistico che è stato assegnato al miglior marcatore assoluto in Europa tenendo presente le marcature segnate nel rispettivo campionato nazionale nella stagione 1981-1982. Il vincitore del premio è stato Wim Kieft con 32 reti nell'Eredivisie.

## Classifica finale
| Pos | Campionato | Nome        | Squadra    | Gol |
| --- | ---------- | ----------- | ---------- | --- |
| 1   | Eredivisie | Wim Kieft   | Ajax       | 32  |
| 2   | Eredivisie | Kees Kist   | AZ Alkmaar | 29  |
| 2   | Division 1 | Delio Onnis | Tours      | 29  |